# Наташа Мићић
Наташа Мићић (рођ. Јовановић) (Титово Ужице, 2. новембар 1965) српска је политичарка и правница. У периоду 2002–2004. била је в. д. председница Републике Србије и тако постала прва жена која се нашла на челу Србије у њеној историји. Била је и председница Народне скупштине Републике Србије у периоду 2001–2004. Тренутно је потпредседник Либерално-демократске партије (ЛДП).
Након убиства премијера Србије Зорана Ђинђића, као председница Републике прогласила је ванредно стање и покренула акцију Сабља у којој је ухапшено преко 11.000 лица за која се сумњало да имају било какве везе са убиством премијера.

## Политичка каријера

### Почеци
Од 1996. године Наташа Мићић је била чланица Грађанског савеза Србије (ГСС). Пошто је седам година била запослена као секретарка Општинског суда у Ужицу, почетком 1998. године напустила је овај посао и почела да се бави адвокатуром, и то као заступница Асоцијације независних електронских медија и Народног покрета Отпор. Оснивачица је две невладине организације.

### Свргавање Милошевића и долазак на власт
До петооктобарских демонстрација које су као исход имале свргавање председника Југославије Слободана Милошевића, Мићић је постала истакнути члан ГСС-а и коалиције ДОС. У једном каснијем интервјуу изјавила је да никада неће заборавити јутро 5. октобра 2000. када је у 5:00 кренула из Ужица пут Београда, док је гомила Ужичана изашла на улице да је испрати.
Након победе Демократске опозиције Србије (ДОС) на парламентарним изборима у децембру 2000. године, постала је посланик у Народној скупштини Републике Србије, а у јануару 2001. је изабрана за њену потпредседницу.
Када је Маршићанин поднео оставку 6. децембра 2001. као резултат нарастајућег сукоба између посланика Демократске странке Србије и остатка ДОС-а, Мићићева је изабрана за нову председницу Народне скупштине и скупштинског Одбора за уставна питања. Том приликом постала је прва жена која је постала председник Скупштине у историји Србије, најмлађи председник парламента у Европи и један од најмлађих на целом свету.
Дана 13. маја 2002. године, у време када је обављала функцију председнице парламента, Наташа Мићић је са Наташом Јовановић из СРС-а имала један од највећих сукоба у скупштини Србије. Након жучне расправе посланица СРС-а ју је полила водом и почупала скупштинске каблове, што је проузроковало да Мићићева донесе одлуку о њеном удаљењу са седнице. Мићић је била позната по томе што се врло строго опходила према свима који су вршили опструкцију парламента, а пре свега према радикалима, којима је често изрицала меру удаљења са седнице. Пошто посланици СРС-а углавном нису желели да својевољно напусте седницу, Мићић би од службе обезбеђења тражила да их изнесу, те су на тај начин са седнице бивали удаљени лидер радикала Војислав Шешељ, али и његови заменици и каснији председници Србије Томислав Николић и Александар Вучић.

### Председница Републике
Пошто је Милану Милутиновићу истекао мандат на место председника Србије и због неуспеха два избора за председника Србије због недовољне излазности грађана, Мићићева је постала вршитељка дужности председнице Србије 29. децембра 2002, са уставном обавезом да сазове још једне изборе у року од 60 дана. Она ово није урадила у предвиђеном року, што је изазвало велике критике. Као в. д. Председница Републике Србије била је чланица Врховног савета одбране Србије и Црне Горе.
Неколико сати по убиству председника Владе Зорана Ђинђића, 12. марта 2003. године прогласила је ванредно стање у Србији, уз следеће речи:
| „ | Полазећи од тога да су убиством председника Владе Зорана Ђинђића, на територији Републике Србије, угрожена безбедност Републике Србије и права човека и грађанина и рад државних органа, у циљу откривања и хватања извршилаца атентата на основу члана 83. тачка 8. Устава Републике Србије на образложени предлог Владе Републике Србије доносим одлуку о проглашењу ванредног стања. Проглашава се ванредно стање на територији Републике Србије. Убиство председника Владе Републике Србије др Зорана Ђинђића представља напад на уставни поредак земље и најтежи злочин против безбедности и стабилности наше државе. Овај криминални чин покушао је да се заустави започета борба против организованог криминала, демократске реформе у земљи, наш повратак у међународну заједницу и угрози стабилност, како наше државе тако и регија. Донела сам одлуку да прихватим предлог Владе Републике Србије за проглашење ванредног стања са циљем да се очува безбедност људи, имовине и спроведе одлучан обрачун државних органа са организованим криминалом. У том циљу држава ће употребити сва средства правне државе у условима ванредног стања док се починиоци и налогодавци овог, али и свих других злочина почну у последње време не приведе правди. Позивам све грађане и државне институције да у овом тешком тренутку за нашу земљу остану присебни и извршавају обавезе предвиђене Уставом Србије и Законом о мерама за случај ванредног стања. Такође позивам све државне институције и правне субјекте да предузме све неопходне мере предвиђене Законом о мерама за случај ванредног стања и да се ставе у функцију органа безбедности који проналазе и приводе правду убице премијера Ђинђића. Упућујем позив Војсци Србије и Црне Горе, органима безбедности, свим органима правосуђа, медијима и политичким странкама да се уједине око ових циљева јер је у питању одбрана државе и очување њене стабилности. Ове мере ће трајати све док се не постигну горе поменути циљеви, односно док убице не буду приведене. | ” |

До краја априла се стање смирило и ванредно стање је укинуто.
Мићићева је 17. септембра 2003. сазвала трећи покушај избора за Председника Србије за 16. новембар 2003. Била је под притиском јавности због афере око гласања за постављање Кори Удовички на место гувернерке Народне банке Србије 22. јула 2003, када је неко гласао картицом Неде Арнерић, која је тада била на летовању у Бодруму.
Дана 16. октобра 2003, када је владајући коалиција ДОС остала без парламентарне већине први пут за скоро три године, започела је расправа о поверењу председници Скупштине. Расправа о овом питању је завршена 29. октобра 2003, али је гласање одложено за две недеље. На крају се оно показало непотребно, пошто је 13. новембра 2003, три дана пред председничке изборе које ће опет доживети неуспех због ниске излазности, Мићићка распустила скупштину и заказала парламентарне изборе за 28. децембар 2003. Након избора, на месту председнице Скупштине, заменио ју је Драган Маршићанин (4. фебруара 2004. године).

### Повратак у опозицију
ГСС је на парламентарне изборе изашао на листи Демократске странке и добио је 2 места од укупно 31, колико је добила листа Демократске странке. Наташа Мићић је постала једна од посланика Грађанског савеза Србије, док је друго место заузео Горан Свилановић.
На Скупштини Грађанског савеза Србије, децембра 2004. године, изабрана је за председницу ГСС-а. 
На парламентарним изборима, јануара 2007. године, поново је изабрана за посланицу у парламенту, а након утапања ГСС-а у Либерално-демократску партију, постала је потпредседница ЛДП-а.
На парламентарним изборима 2008. и 2012. године поново је бирана за народну посланицу. На изборима 2014. ЛДП није прешао цензус, те се у наредне 2 године налазила у ванпарламентарној опозицији.
2016. ЛДБ је на парламентарним изборима поново прешао цензус, па се Мићић као народна посланица поново вратила у скупштину Србије. Осим тога изабрана је за потпредседника Одбора за културу и информисање.

## Приватни живот
Наташа Мићић је рођена 1965. у Ужицу. Отац Војислав Јовановић је правник, а мајка Љиљана електротехничар. Има сестру Слађану и зна да свира клавир. Дипломирала је на Правном факултету Универзитета у Београду. Почетком 1990-их радила је у Општинском суду у Ужицу, а након тога је отворила своју адвокатску канцеларију коју је замрзла након што је активно почела да се бави политиком.
Удата је за Миодрага Мићића са ким је 1989. добила ћерку Анђелу. Ћерка јој је завршила Факултет организационих наука Универзитета у Београду, а 2018. јој се придружила у ЛДП-у.
Мићићеву домаћи медији често називају „српском Никол Кидман” због физичке сличности са аустралијском глумицом.